# 納奇茲 (印第安納州)
納奇茲（英語：Natchez）是位於美國印第安納州馬丁縣的一個非建制地區。該地的面積和人口皆未知。